# Forças Armadas de Defesa de Moçambique
Die Streitkräfte Mosambiks (pt. Forças Armadas de Defesa de Moçambique, abgekürzt FADM) sind das Militär der Republik Mosambik.

## Allgemeines

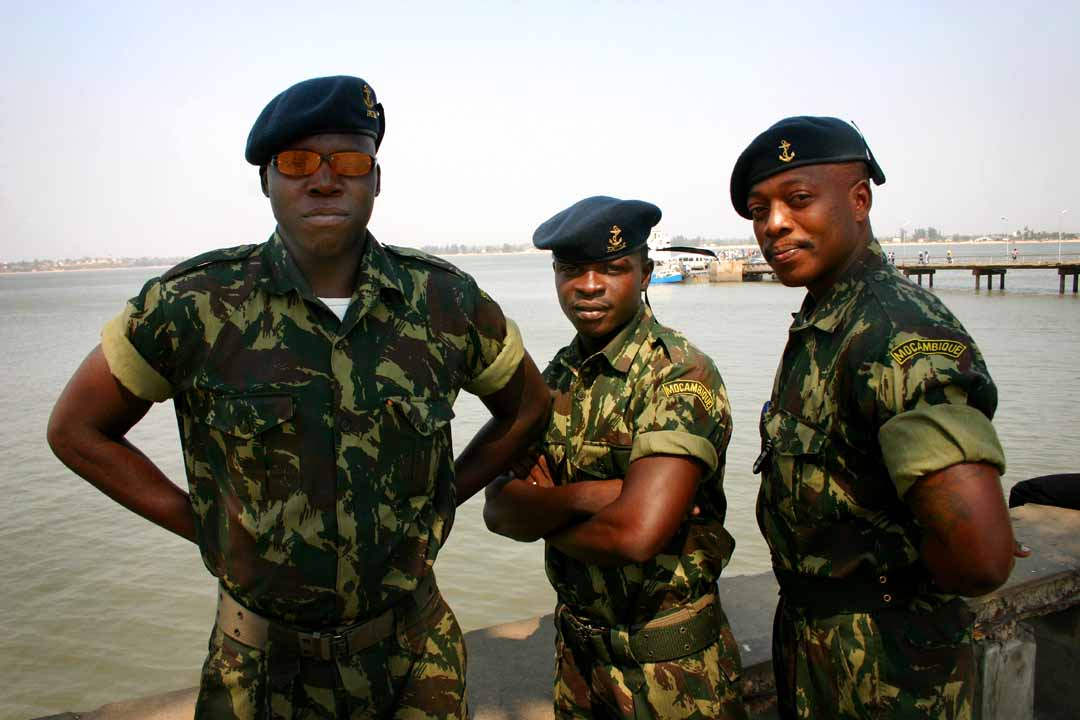
Mosambikanische Soldaten

Die FADM wurde 1994 aus Verbänden der ehemaligen FRELIMO-Regierungsarmee und RENAMO-Kämpfern gebildet. Sie hat eine Personalstärke von 11.200 Personen und gliedert sich in die drei klassischen Teilstreitkräfte Heer, Marine und Luftwaffe. Im Jahr 2020 betrug der Verteidigungshaushalt 133 Mio. US-Dollar, was 0,9 Prozent des Bruttoinlandsprodukts ausmacht.

## Landstreitkräfte
Das Heer verfügt laut IISS an über 10.000 Angehörigen. Diese gliedern sich in sieben Infanteriebataillone, drei Bataillone Spezialeinheiten, zwei bis drei Artilleriebatterien, zwei Pionierbataillone und ein Logistikbataillon.

### Ausrüstung
Die Landstreitkraft verfügt über folgende Waffensysteme, welche laut IISS allerdings kaum einsatzfähig sind.

#### Fahrzeuge
| Typ              | Herkunft               | Funktion               | Anzahl |
| ---------------- | ---------------------- | ---------------------- | ------ |
| T-54             | Sowjetunion            | Kampfpanzer            | 60+    |
| BRDM-1 BRDM-2    | Sowjetunion            | Spähpanzer             | 30     |
| BMP-1            | Sowjetunion            | Schützenpanzer         | 40     |
| FV430            | Vereinigtes Königreich | Mannschaftstransporter | 30     |
| BTR-60           | Sowjetunion            | Mannschaftstransporter | 160    |
| BTR-152          | Sowjetunion            | Mannschaftstransporter | 100    |
| Saxon            | Vereinigtes Königreich | Mannschaftstransporter | 25     |
| Casspir          | Südafrika              | MRAP                   | 11     |
| Tata Motors MRAP | Indien                 | MRAP                   |        |
| Tiger 4×4        | Volksrepublik China    | Mehrzweckfahrzeug      | 9+     |

#### Panzerabwehrwaffen
| Typ           | Herkunft    | Funktion                | Anzahl |
| ------------- | ----------- | ----------------------- | ------ |
| 9K11 Malyutka | Sowjetunion | Panzerabwehrlenkwaffe   |        |
| 9K111 Fagot   | Sowjetunion | Panzerabwehrlenkwaffe   |        |
| B-10          | Sowjetunion | Rückstoßfreies Geschütz |        |
| B-12          |             | Rückstoßfreies Geschütz | 24     |
| D-44          | Sowjetunion | Panzerabwehrkanone      | 12     |
| D-48          | Sowjetunion | Panzerabwehrkanone      | 6      |

#### Artillerie
| Typ   | Herkunft           | Kaliber | Funktion      | Anzahl |
| ----- | ------------------ | ------- | ------------- | ------ |
| M1944 | Sowjetunion        | 100 mm  | Haubitze      | 20     |
| M101  | Vereinigte Staaten | 105 mm  | Haubitze      | 12     |
| D-30  | Sowjetunion        | 122 mm  | Haubitze      | 12     |
| M-46  | Sowjetunion        | 130 mm  | Kanone        | 6      |
| D-1   | Sowjetunion        | 152 mm  | Haubitze      | 12     |
| BM-21 | Sowjetunion        | 122 mm  | Raketenwerfer | 12     |
| M-43  | Sowjetunion        | 82 mm   | Mörser        | 40     |
| M-43  | Sowjetunion        | 120 mm  | Mörser        | 12     |

#### Flugabwehrwaffen
| Typ      | Herkunft    | Funktion         | Anzahl |
| -------- | ----------- | ---------------- | ------ |
| ZSU-57-2 | Sowjetunion | Flugabwehrpanzer | 20     |
| M55      | Jugoslawien | Flugabwehrkanone |        |
| SU-23    | Sowjetunion | Flugabwehrkanone | 120    |
| M-1939   | Sowjetunion | Flugabwehrkanone | 90     |
| S-60     | Sowjetunion | Flugabwehrkanone | 60     |

## Seestreitkräfte
Die Marine betreibt 14 Patrouillenboote und eine Drohne. Die Seestreitkraft hat eine Personalstärke von 200 Soldaten.
- zwei L&T-Klasse-Patrouillenboote[6]
- drei OCEAN-EAGLE-43-Trimaran-Patrouillenboote[7]
- sechs HSI-32-Patrouillenboote[7]
- zwei DV-15-Schnellboote
- ein Pebane-Patrouillenboot
- ein Camcopter S-100

## Luftstreitkräfte

Konkarde der Luftstreitkräfte Mosambiks

Die Luftwaffe wird vom Brigadegeneral Candido Jose Tirano geleitet und betreibt 12 Flugzeuge und 6 Hubschrauber (Stand Ende 2020).
| Luftfahrzeuge             | Bild         | Herkunft           | Verwendung            | Version    | Aktiv     | Bestellt  | Anmerkungen |
| Flugzeuge                 | Flugzeuge    | Flugzeuge          | Flugzeuge             | Flugzeuge  | Flugzeuge | Flugzeuge | Flugzeuge   |
| ------------------------- | ------------ | ------------------ | --------------------- | ---------- | --------- | --------- | ----------- |
| Mikojan-Gurewitsch MiG-21 | Beispielbild | Sowjetunion        | Jagdflugzeug          |            | 8         |           |             |
| FTB-337                   | Beispielbild | Vereinigte Staaten | Trainingsflugzeug     | G          | 2         |           | [ 10 ]      |
| Antonow An-26             | Beispielbild | Sowjetunion        | Transportflugzeug     |            | 1         |           |             |
| Aero L-39                 | Beispielbild | Tschechoslowakei   | Schulflugzeug         |            | 1         |           |             |
| Hubschrauber              |              |                    |                       |            |           |           |             |
| Mil Mi-24                 | Beispielbild | Sowjetunion        | Kampfhubschrauber     | Mi-25      | 2         |           |             |
| Mil Mi-8                  | Beispielbild | Sowjetunion        | Transporthubschrauber | Mi-8 Mi-17 | 4         |           |             |